# Carinodrillia adonis
Carinodrillia adonis é uma espécie de gastrópode do gênero Carinodrillia, pertencente a família Pseudomelatomidae.